# Richard Sjöberg
Richard Sjöberg (eigentlich Gustaf Richard Georgsson Sjöberg; * 20. September 1890 in Karlskrona, Schweden; † 14. September 1960 in Stockholm) war ein schwedischer Leichtathlet, der sich auf den Hochsprung und den Stabhochsprung spezialisiert hatte.
Seinen ersten internationalen Einsatz hatte Richard Sjöberg bei den Olympischen Spielen 1912 in Stockholm, bei denen er in seinen beiden Spezialdisziplinen antrat. Im Hochsprung konnte er sich mit übersprungenen 1,75 m nicht für das Finale qualifizieren und belegte einen mit weiteren neun Athleten geteilten 13. Platz. Auch im Stabhochsprung verpasste er die Qualifikation für das Finale. Zwar sprang er seine persönliche Bestleistung mit 3,60 m, belegte aber nur Platz 12.
1913 wurde Sjöberg schwedischer Landesmeister im Hochsprung. Im folgenden Jahr trat er bei den offenen englischen Amateurmeisterschaften an und wurde Vierter im Hochsprung. Seinen größten Erfolg feierte er jedoch im Stabhochsprung, er konnte bei diesem Wettbewerb den Iren Timothy Leahy besiegen. 1915 gelang Sjöberg mit 1,92 m im Hochsprung ein neuer skandinavischer Rekord.
In späteren Jahren war Richard Sjöberg an der Weiterentwicklung des Orientierungslaufes beteiligt. Auch nach seiner aktiven Laufbahn war er in verschiedenen Sportorganisationen tätig. So war er 1925 Schatzmeister des schwedischen Bandyverbandes.